# 5309 MacPherson
Az 5309 MacPherson (ideiglenes jelöléssel 1981 ED25) a Naprendszer kisbolygóövében található aszteroida. Schelte J. Bus fedezte fel 1981. március 2-án.